# Punto de congestión

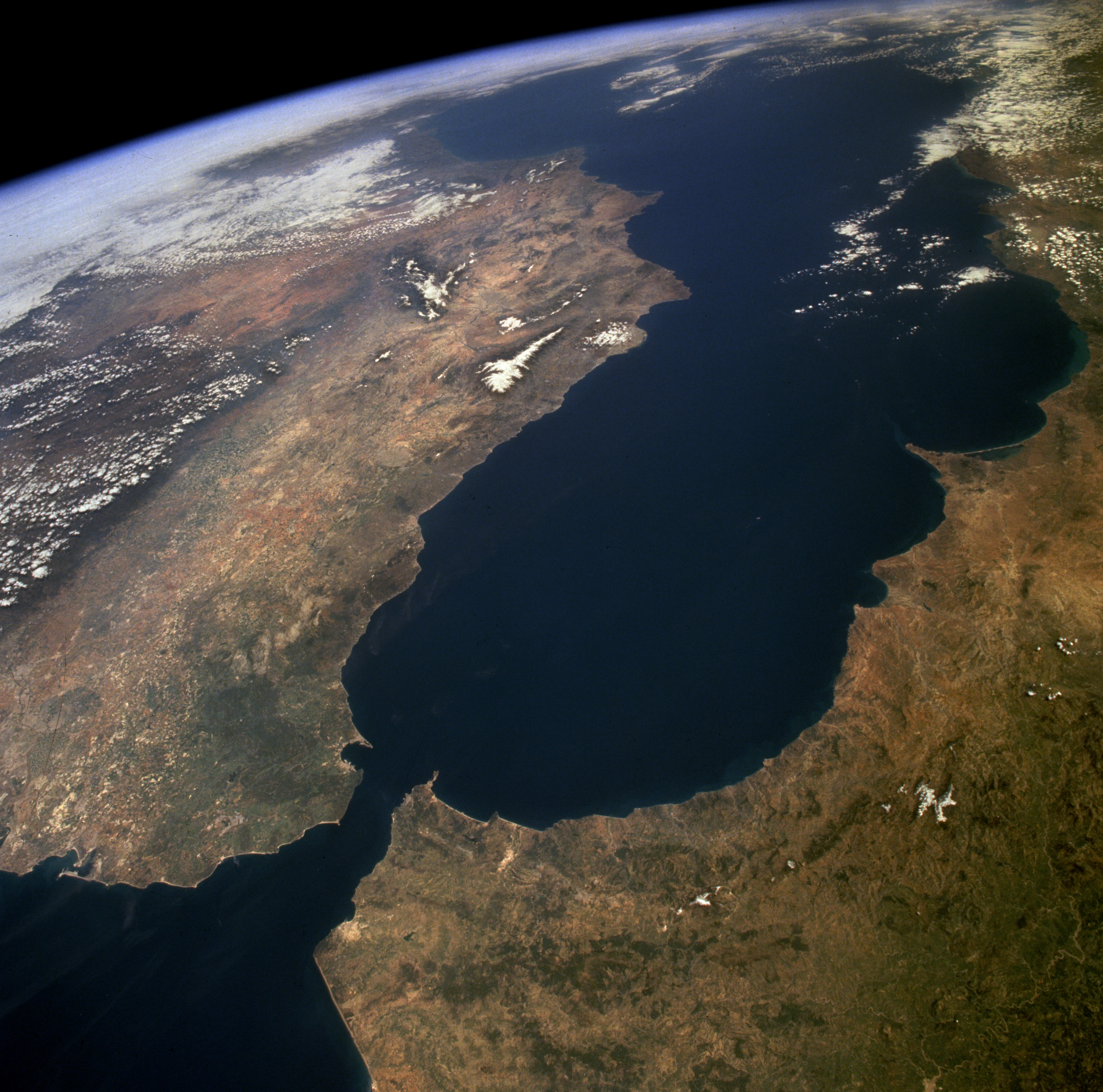
El Estrecho de Gibraltar es un importante punto de congestión naval, ya que la entrada al mar Mediterráneo puede ser bloqueada allí por un pequeño número de barcos.

En la estrategia militar, un punto de congestión (o punto de estrangulamiento) es una característica geográfica en tierra como un valle, desfiladero o puente o en el mar como un estrecho, que una fuerza armada se ve obligada a pasar, a veces en un frente sustancialmente más estrecho y por lo tanto disminuyendo enormemente su poder de combate, para alcanzar su objetivo. Un punto de congestión puede permitir a una fuerza defensiva numéricamente inferior frustrar a un oponente más grande si el atacante no puede aportar números superiores.

## Ejemplos históricos
Algunos ejemplos históricos del uso táctico de los puntos de congestión son la defensa del Rey Leonidas I del Paso de las Termópilas durante una invasión liderada por Jerjes I de Persia en 480 AC, la batalla de Stamford Bridge en 1066, en la que Harold Godwinson derrotó a Harald Hardrada, La victoria de William Wallace sobre los ingleses en la batalla de Stirling Bridge en 1297 (Wallace tenía alrededor de 2.300 hombres contra el ejército inglés de aproximadamente 9.000 a 12.000 hombres y el puente se derrumbó durante la batalla) y la batalla de Agincourt en 1415, en la que Enrique V de Inglaterra derrotó decisivamente a los franceses cuando se vieron obligados a atacar a su ejército más pequeño a través de un estrecho espacio en los bosques de Agincourt.
Fue la idoneidad del Caribe como punto de congestión lo que atrajo a piratas y bucaneros durante el siglo XVII. Las flotas del tesoro españolas que salían de América tendrían que atravesar esas aguas para recoger los fuertes vientos predominantes del oeste que los llevarían de regreso a España.
Algunos puntos de congestión marítimos son los siguientes:
- Estrecho de Ormuz
- Bab el-Mandeb
- Estrecho de Malaca
- Canal de Panamá
- Canal de Suez
- Estrecho de Gibraltar
- Paso de Calais y Canal de la Mancha
- Cuerpos de agua que conectan los océanos Pacífico y Atlántico, incluidos el Estrecho de Magallanes, el Canal Beagle y el Pasaje de Drake
- Cabo de Buena Esperanza
- Estrecho de Bering
- Estrecho del Bósforo
- Estrecho de los Dardanelos
- Estrecho de Tartaria

El Fulda Gap fue visto como uno de los campos de batalla potencialmente decisivos de la Guerra Fría en Alemania.

## Importancia
Los puntos de congestión siguen siendo un problema importante hoy en día en la economía mundial y los envíos de bienes, en particular petróleo: el 20% del petróleo del mundo se envía a través del Estrecho de Ormuz, que ha sido testigo de conflictos desde los años 80 como el derribo del vuelo 655 de Iran Air por misiles estadounidenses en 1988. En 2018, se transportaron 20,7 millones de barriles a través del Estrecho de Ormuz.
El Canal de Suez y el oleoducto Sumed transportan 4.5 millones de barriles (190'000.000 galones estadounidenses; 720.000 metros cúbicos) por día, y el canal transportó un total del 7,5% del comercio mundial en 2011. El canal estuvo cerrado durante ocho años después de la Guerra de los Seis Días en 1967. En muchos casos, las rutas alternativas son inexistentes o imprácticas. Por ejemplo, una ruta alternativa a la ruta Suez / Sumed requería 6.000 millas (9.700 km) adicionales alrededor del Cabo de Buena Esperanza.